# هاريسون غرينبوم
هاريسون غرينبوم (بالإنجليزية: Harrison Greenbaum)‏ هو كاتب أمريكي، ولد في 14 سبتمبر 1986 في مانهاتن في الولايات المتحدة.